# Ibères

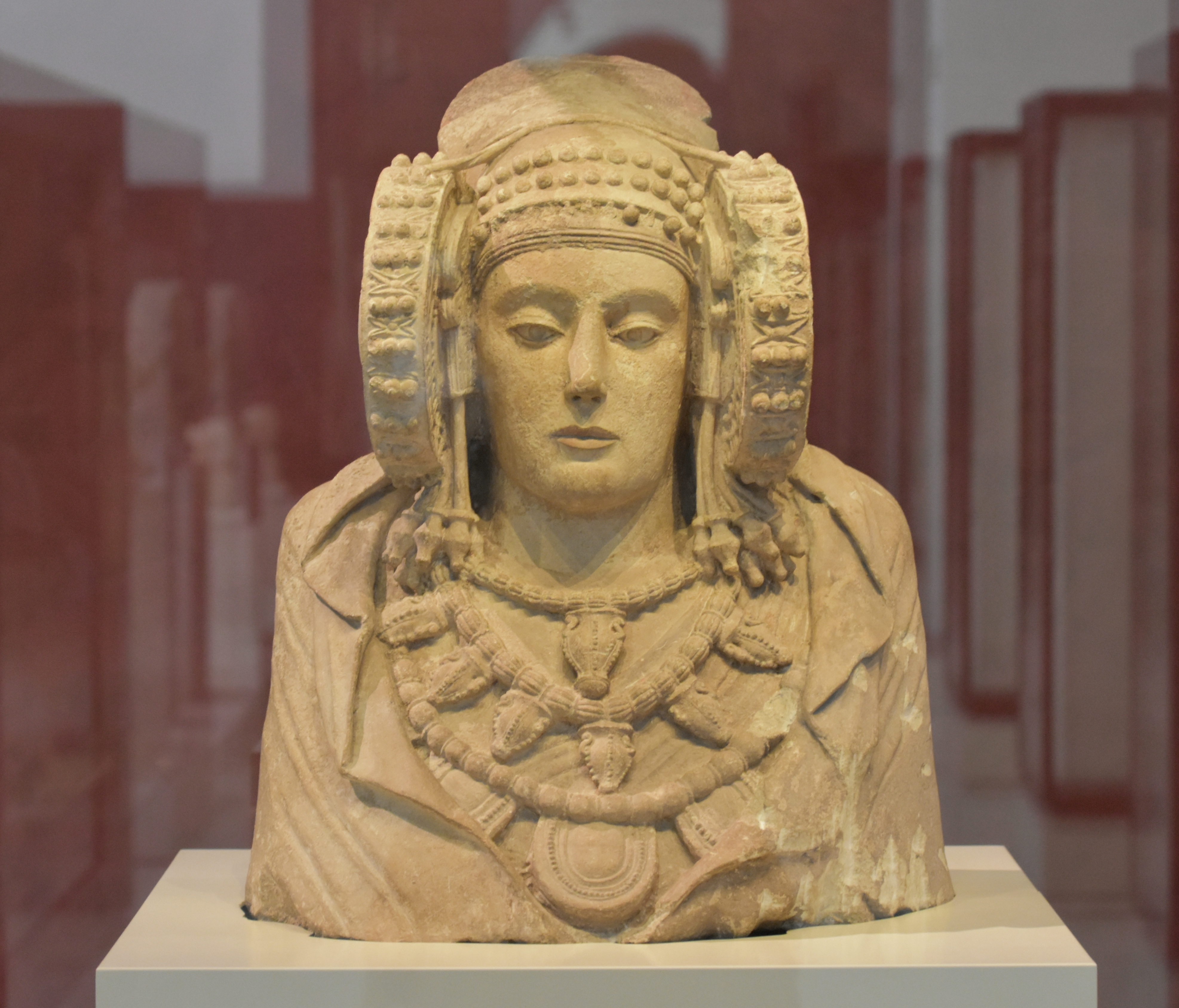
La Dame d'Elche, considérée comme la meilleure expression de l'art ibérique sculpté (–).

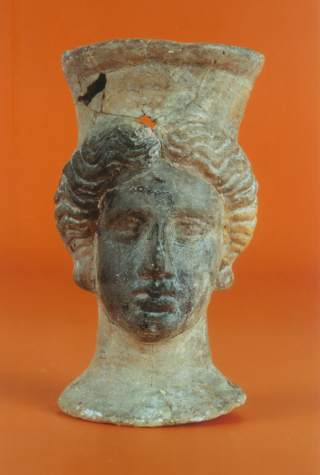
Un chaudron trouvé dans la nécropole de Lucentum, dans l'ensemble archéologique de Tossal de Manises, cité de l'Antiquité ibère, puis carthaginoise et enfin romaine de Akra Leuké ou Lucentum, près d'Alicante en Espagne. au musée archéologique d'Alicante.

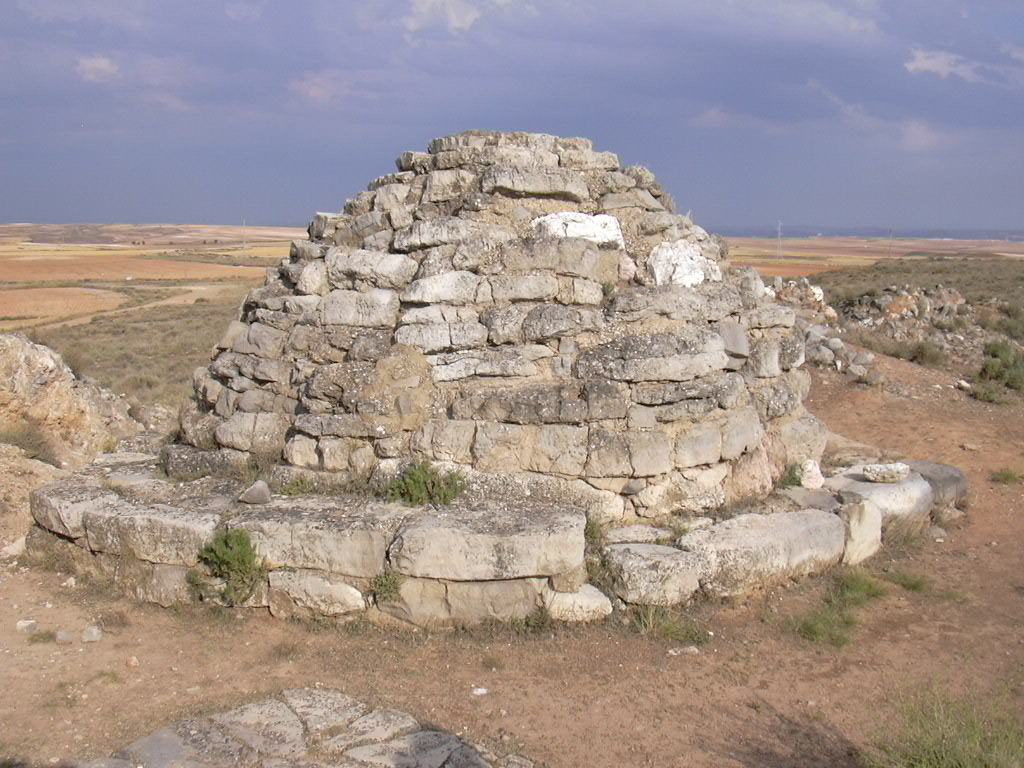
Tombe ibère d'Azaila (province de Teruel).

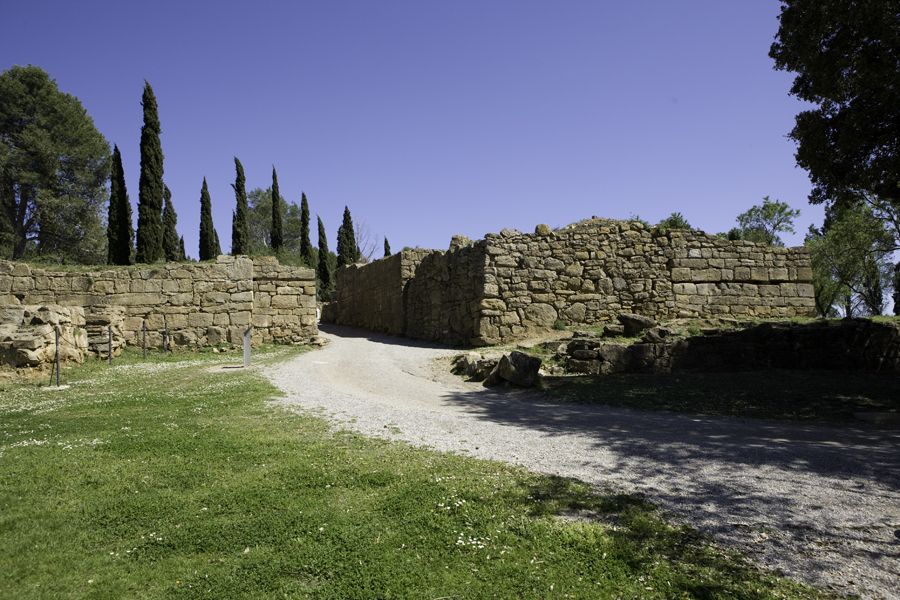
Enceinte d'une ancienne cité ibère à Ullastret (Gérone).

 (décembre 2022).
Pour les articles homonymes, voir Ibères (homonymie).
Les Ibères  sont une population protohistorique de la péninsule Ibérique. Ils ont été appelés ainsi par les auteurs de l'Antiquité qui ont tenté, comme l'a fait Avienus, de rapprocher cet ethnonyme du nom d'un fleuve local important aujourd'hui appelé l'Èbre. Il semble qu'il faille les distinguer des peuples de l'intérieur qui avaient des cultures et des coutumes différentes. Toutefois, géographiquement, Strabon et Appien dénomment Ibérie le territoire de la péninsule Ibérique.

## Terminologie
Les termes historiquement utilisés sont Ibères, Ibériques, Ibériens. 
Plusieurs hypothèses ont été publiées sur les origines du terme Ibère.
La plus ancienne référence écrite aux Ibères a été retrouvée dans les textes des historiens et géographes grecs de l'Antiquité, qui utilisaient le terme Ίβηρες (Iberes).
Une hypothèse ancienne se réfère à la proximité entre le terme grec Ίβηρες, le nom du fleuve Èbre (Ίβηρ en grec) et les mots vai en ibère et ibai en basque (qui signifient « cours d'eau ») ; selon cette hypothèse, il est possible que le mot ibère ou basque, à l'origine, ait donné son nom au fleuve, puis au peuple habitant les rives et régions alentour, avant que les Grecs ne le répètent en le déformant,.
Une autre hypothèse associe le terme grec Ἴβηρες au celtique Ber signifiant « cours d'eau » ou « ravin », qu'on retrouve dans de nombreux toponymes celtes (selon le philologue Miquel Dolç (es)).
Une autre hypothèse étymologique l'associe au nom celtique *Īweriü utilisé notamment pour désigner l'île d'Irlande, et qui dériverait lui-même de la racine indo-européenne plus ancienne *PiHwerjoHn (piouèryon, « fertile »),.

### Emploi du termeΊβηρες(Iberes) dans la Grèce antique
Dans un premier temps, les Grecs utilisaient le mot Ἴβηρες pour désigner le littoral méditerranéen occidental, et plus tard pour désigner toutes les tribus de la péninsule.
Les Grecs appelaient aussi Ibères un peuple présent en Géorgie, connu sous le nom d'Ibères caucasiens, qui s’appelaient eux-mêmes Iméréti.
Les limites supposées de l'expansion ibère à son maximum allongeraient le territoire de ce peuple depuis le Languedoc français (culture ibéro-languedocienne) jusqu'à l'Algarve portugais et le nord de la côte africaine.

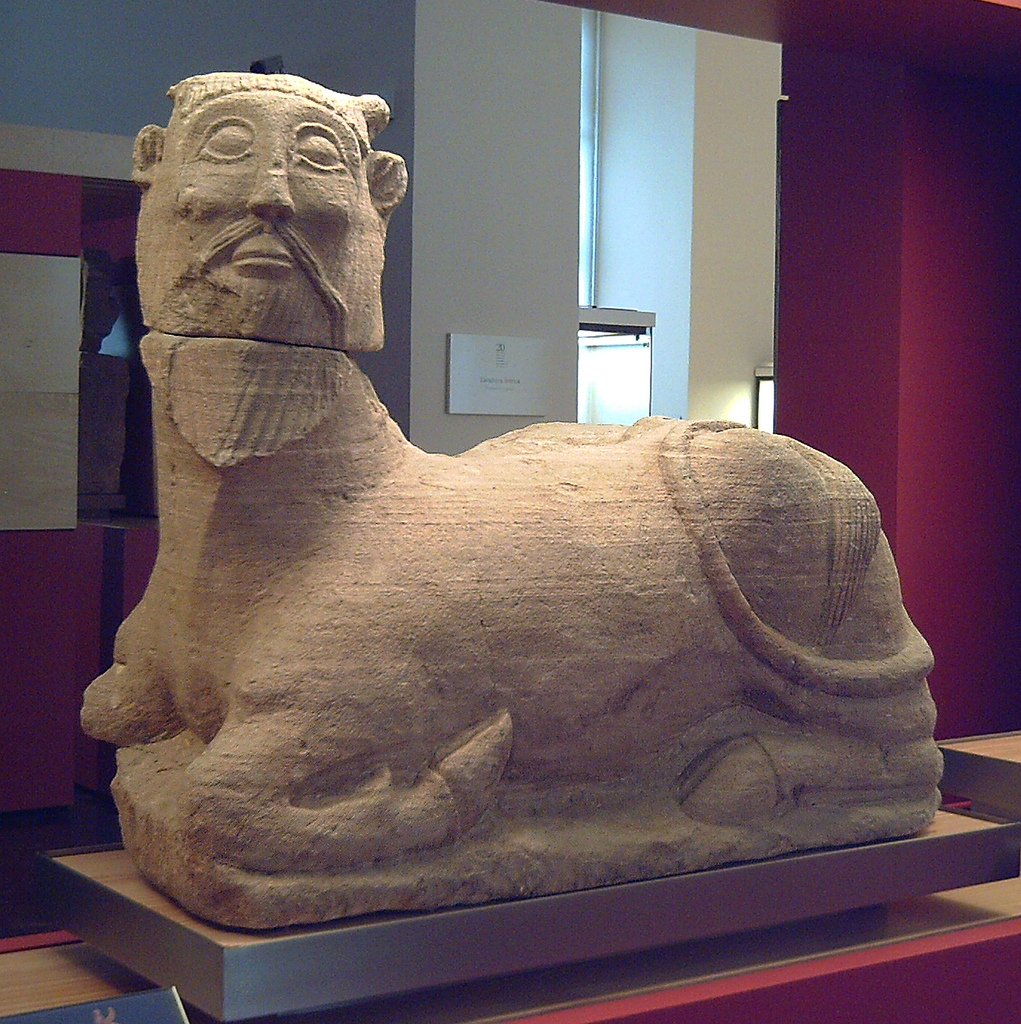
Biche de Balazote.

Les sources classiques ne coïncident pas toujours sur les limites géographiques précises ni sur l'énumération concrète des peuples ibères. Il semble que la langue soit le critère fondamental qui les identifiait comme Ibères du point de vue des Grecs et des Romains, puisque les inscriptions en langue ibérique apparaissent dans le territoire que les sources classiques leur assignent : la zone côtière qui va du Sud du Languedoc-Roussillon à Alicante, puis entre vers l'intérieur par la vallée de l'Èbre, par la vallée de Segura, une grande partie de la Castille-La Manche méridionale et orientale jusqu'au fleuve Guadiana et par la haute vallée du Guadalquivir. Du point de vue archéologique actuel, le concept de la culture ibérique est un motif qui se répète de manière uniforme dans chacun des villages identifiés comme Ibères, mais la somme des différentes cultures amène souvent à des traits similaires, et certains de ces traits communs peuvent être partagés par d'autres cultures qui ne sont pas nécessairement celle des Ibères.

## Historiographie
Les premières descriptions de la côte ibérique méditerranéenne sont contenues dans les sources qu’utilise l’auteur tardif Avienus, parmi lesquelles un périple grec anonyme qui correspondrait à un voyage en mer depuis Massilia (environ 530 av. J.-C.).
Appien parle des peuples et des cités, mais ceux-ci avaient déjà disparu à son époque. Il décrit également la partie occidentale de l'Andalousie. Strabon quant à lui donne une description de la zone en s'appuyant sur des auteurs antérieurs, il fait référence aux villes de la Turdetanie, en tant qu'issues de la culture de Tartessos. En général, les auteurs comme Pline l'Ancien et d'autres historiens latins se bornent à parler du passé de ces peuples comme antérieurs à l'Hispanie romaine.
Le périple massiliote transmis par Avienus ainsi que Hécatée de Milet représentent les plus anciens témoignages concernant l'Ibérie, celle du VIe siècle av. J.-C. environ. Ces deux sources donnent des noms de peuples : les Ibères, les Tartessiens, les Bérybraces ou les Ligures qui forment les grands groupes ethniques. Dans ces groupes, il existe des unités mineures : les Esdetes, les Illauragates, les Misgetes par exemple. Pseudo-Scylax, au IVe siècle av. J.-C., décrit un périple qu'il aurait effectué depuis les Colonnes d'Hercule jusqu'à la mer Noire, et le long de la côte nord de l'Afrique. Selon lui, entre les Colonnes d'Hercule et Emporion vivent les Ibères, qui doivent leur nom à l'Èbre, grand fleuve local. D'Emporion à la colonie de Massalia, les Ibères sont mêlés à des Ligures. Du Rhône à Antipolis, ce sont des Ligures seuls, et d'Antipolis à Rome, on trouve les Tyrrhéniens. Ces quatre peuples auxquels il faut ajouter les Grecs occupaient donc, d'après les auteurs, la côte nord-méditerranéenne. Par sa description, Pseudo-Scylax se place dans le sillage théorique d'Hécatée de Milet, qui au VIe siècle av. J.-C. dresse à peu près le même panorama de la région. Il faudra attendre le Ve siècle av. J.-C. pour que les auteurs grecs y adjoignent les Celtes, et que finalement naisse la « Celtique ». Il est difficile de savoir si c'est à cette époque que les Celtes ont migré dans la région, ou si l'un de ces peuples a changé de nom. Il pourrait tout simplement s'agir d'une correction faite de la part des auteurs sur les connaissances des peuples locaux, qui se feraient plus précises avec le temps. Pour la période suivante, entre le VIe siècle av. J.-C. et la deuxième guerre punique, nous ne connaissons aucun auteur, à l'exception d'Aristote, qui, dans Politiques décrit les Ibères comme une « race belliqueuse » qui plante « sur la tombe du guerrier, autant de pieux de fer qu’il a immolé d’ennemis. » À partir de la conquête romaine de la péninsule, à la fin du IIIe siècle av. J.-C., les textes se font plus nombreux. À ce moment-là, les auteurs se permettent des comparaisons entre les sociétés barbares et la société romaine. Apparaissent des termes liés à la royauté comme Princeps, Regulus, Basileus, voire aux institutions civiques, comme le sénat ou la magistrature ; la structure territoriale ibère semble s'être centralisée.
Pour étudier les Ibères, outre l'utilisation des sources littéraires, l'analyse des documents épigraphiques, numismatiques et archéologiques est incontournable.

## Origine et parenté des Ibères
Bien que les peuples ibères partagent certaines caractéristiques communes, ils ne constituent pas pour autant un groupe ethnique homogène et diffèrent entre eux à bien des égards. Elles s'appuient sur des éléments archéologiques, anthropologiques et génétiques.
Le terme "Ibères", tel qu'utilisé par les auteurs anciens, avait deux significations distinctes. L'une, plus générale, concernait toutes les populations de la péninsule ibérique sans égard aux différences ethniques (pré-indo-européennes, celtes et indo-européennes non celtiques). L'autre sens ethnique, plus restreint, fait référence aux habitants autochtones des côtes est et sud de la péninsule ibérique, qui au VIe siècle av. J.-C. avaient absorbé les influences culturelles des Phéniciens et des Grecs,,. Les Ibères vivaient dans des villages et des oppida (colonies fortifiées) et leurs communautés étaient basées sur une organisation tribale. Les Ibères du Levant espagnol étaient plus urbanisés que leurs voisins des régions du centre et du nord-ouest de la péninsule ibérique. Les peuples des régions du centre et du nord-ouest étaient pour la plupart celtiques, semi-pastoraux et vivaient dans des villages dispersés, bien qu'ils aient également quelques villes fortifiées comme Numantia.
Une thèse postule que les Ibères descendent des premiers habitants de l'Europe occidentale et sont les héritiers de la grande culture mégalithique de ces régions. Cette explication s'appuie éventuellement sur des études génétiques. Les Ibères seraient apparentés aux Proto-Celtes du Ier millénaire av. J.-C. qui ont peuplé la France, la Grande-Bretagne et l'Irlande. Les langues, écritures, cultures celtiques et ibères sont profondément différentes. À l'époque où la civilisation ibère s'épanouissait depuis longtemps dans la péninsule, les Celtes n'occupaient pas encore le Midi de la France. Ils n'y arriveront, venant du nord, qu'au début du IVe siècle av. J.-C. et ce n'est qu'alors que certains, franchissant les Pyrénées, iront s'établir dans la moitié Nord de l'Espagne. Se mélangeant aux Ibères, ils formeront alors les peuples dits « celtibères ».
Les Ibères connaissent un développement qui prend sa source au début du Ier millénaire av. J.-C. et se termine avec la conquête romaine dans le courant du IIe siècle av. J.-C.. Leur territoire, qui a pu selon les époques représenter l'essentiel des côtes du Levant espagnol ainsi que la partie occidentale du littoral méditerranéen de la Gaule a en réalité connu des peuplements diversifiés. La géographie et le climat ainsi que certaines interactions avec d'autres peuples peuvent expliquer cela.
Les premières populations ibériques à s'affirmer sont identifiées au Sud de la péninsule. Celles-ci semblent avoir dès le début du Ier millénaire av. J.-C. su exploiter les richesses minières de leurs sols, afin d'en faire commerce avec d'autres populations méditerranéennes, et en particulier les Phéniciens. C'est dans cette région qui comprend l'essentiel de l'Andalousie actuelle et qui s'articule autour du bassin du Guadalquivir que va se développer la culture tartessienne. Les troubles géopolitiques qui affecteront le Proche-Orient durant le VIe siècle av. J.-C. ralentiront ces échanges, et à partir de cette époque environ augmentera la visibilité des régions du Nord de l'Ibérie : la région de l'Èbre. Cette région, d'un caractère plutôt agricole au regard des territoires du sud, miniers, connaîtra un développement singulier et des relations avec les peuples du Nord de la Méditerranée : Gaulois, Grecs, et plus tard Romains.
Malgré des origines peut-être différentes, le nord et le sud de l'Ibérie ont en réalité une même histoire. Il s'agit de populations anciennes dont le rayonnement semble s'être affirmé avec les échanges précoces qu'ils ont faits avec des peuples lointains. C'est peut-être simplement par l'augmentation de leurs richesses que les territoires ibériques vont se caractériser, se développer jusqu'à la conquête romaine qui modifiera considérablement l'aspect de cette culture. Les contacts commerciaux, largement tournés vers la mer, peuvent ainsi expliquer les différences qui s'observent entre le monde ibérique du littoral et celui, moins connu, de l'intérieur des terres. Ce dernier connaîtra une histoire assez différente, liée aux contacts avec les populations du Nord.

## Extension géographique des Ibères et des Celtibères
Après eux, les peuples celtibères exercèrent leur influence sur les populations du Nord-Ouest et de l'intérieur de la péninsule. Cette influence se remarque avec l'arrivée du tour de potier chez les peuples limitrophes de la vallée de l'Èbre, et même certains qui sont plus éloignés comme les Arévaques ou les Vaccéens[réf. nécessaire]. On peut également citer dans le pays des Aquitains les deux phiales à inscriptions ibères du tumulus de Vielle-Aubagnan dans les Landes, qui démontrent que des contacts de quelque sorte ont eu lieu avec cette région. Selon Gouron, qui cite Dottin, les Ibères seraient arrivés dans cette région vers le IVe siècle av. J.-C.
En définitive, les Ibères seraient constitués au départ de populations différentes ayant adopté avec le temps une culture et des mœurs communes, aidées en cela par les influences successives du royaume de Tartessos, des Phéniciens, des Grecs et enfin des Puniques. Ces civilisations étrangères leur apportèrent des objets de luxe et des goûts qui permettent d'amorcer la différenciation interne des divers groupes dont ils se composent.

## Principaux peuples ibères
Des historiens grecs antiques comme Hécatée de Milet, Hérodote, Strabon ou Avienus permettent de dénombrer les peuples ibères depuis le VIe siècle av. J.-C. : les Cerretains, les Airenosinos, les Andosins, les Bergistanos, les Ausétans, les Indigetes, les Castelani, les Lacétans, les Layetanos, les Cessetani, les Ilergetes, les Iacetanos, les Suessetanos, les Sedetani, les Ilercavons, les Edetans, les Contestanos, les Orétans, les Bastetanos et les Turdétans ; plus tard, après les migrations des peuples celtes, on trouvera les Celtibères.

## La langue des Ibères

La langue ibérique (couleur vert pomme) dans le contexte des langues paléo-hispaniques.

La langue ibère est une langue paléo-hispanique. On la trouve sous la forme d'une écriture ibérique nord-orientale (ou du Levant) et occasionnellement d'une écriture ibérique sud-orientale (ou méridionale) et dans un alphabet gréco-ibère. Les inscriptions les plus anciennes sont datées de la fin du Ve siècle av. J.-C. et les plus récentes de la fin du Ier siècle av. J.-C., voire du tout début du Ier siècle.
Dans ses différentes variantes, la langue ibère était parlée dans une large bande côtière s'étendant du Sud du Languedoc-Roussillon à Alicante, et à l'intérieur des terres à travers les vallées de l'Èbre, du Júcar, de la Segura, la haute vallée du Guadalquivir et jusqu'au fleuve Guadiana comme limite sud-ouest. Des doutes subsistent quant à la présence d'une population de locuteurs de l'ibère en Gaule du Sud ; il est relativement certain que de nombreux commerçants ont utilisé l'ibère pour leurs transactions écrites mais, par manque d'indices, nous ne savons pas quelle langue parlait le substrat de population. Les inscriptions en langue ibère sont présentes sur une grande variété de matériaux : monnaies en argent et en bronze, feuilles de plomb, céramiques de l'Attique, céramiques de vernis noir de type A et B, céramiques peintes, amphores, stèles, dalles de pierre, tuiles… Il s'agit de la langue paléo-hispanique qui comporte le plus grand nombre de documents écrits, environ deux mille, ce qui représente 95 % du total.
On sait aujourd'hui lire à peu près correctement les textes en langue ibère mais ils nous restent en majeure partie incompréhensibles, car l'absence de parenté avec les autres langues antiques fait que celles-ci ne nous sont d'aucune aide. Toutefois, la langue basque permettrait, selon certains[Qui ?], de traduire certains textes en langue ibère, sans résoudre le problème d'ensemble. Cette théorie n'a cependant pas de crédibilité dans les milieux universitaires. Sans affirmer l'identification entre les deux langues, quelques spécialistes[Qui ?] reconnaissent toutefois des affinités entre la langue ibère et la langue basque ou plus exactement sa plus ancienne variante : la langue aquitaine. Pour certains comme Theo Vennemann, ces affinités sont suffisantes pour affirmer que les deux langues appartiennent à la même famille. Pour d'autres, elles ne sont qu'une influence aire linguistique normale entre peuples voisins plutôt que comme une démonstration de parenté phylogénique.
Francisco Villar Liébana a fait observer que l'ancienne toponymie de zones typiquement ibériques (le Levant espagnol et la Catalogne) possède une proportion considérable de toponymie d'étymologie indo-européenne (ainsi pour les noms Caluba, Sorobis, Uduba, Lesuros, Urce / Urci, Turbula, Arsi / Arse, Asterum, Cartalias, Castellona, Lassira, Lucentum, Saguntum, Trete, Calpe, Lacetani, Onusa, Palantia, Saetabis, Saetabicula, Sarna , Segestica, Sicana, Turia, Turicae, Turis...). Pour ce linguiste espagnol, en Catalogne et dans le Levant espagnol, la langue ibérique n'est pas la langue la plus ancienne identifiable comme substrat, mais elle y a pris racine alors qu'il existait auparavant une langue indo-européenne qui avait créé un réseau considérable de toponymes et d'hydronymes. La préexistence d'une langue indo-européenne dans la région historiquement ibérique est également corroborée par le fait que ses anciens hydronymes sont tous indo-européens, à l'exception d'un seul fleuve dont le nom est supposé être ibérique : Iberus (Ebro), dont le pays et ses habitants ont pris le nom.

## Les écritures
La péninsule ibérique pré-romaine semble avoir connu une écriture dont certains signes pourraient provenir d'un alphabet oriental de type phénicien. Un système de vingt-huit signes aurait eu cours jusqu'au IIe siècle av. J.-C., puis un vingt-neuvième signe aurait été utilisé afin de pallier les lacunes de cette écriture pour transcrire les sons absents des langues indo-européennes.
Trois types d'écriture ont été identifiés : le type dit tartessien du Sud-Ouest, l'écriture méridionale du Sud-Est, et l'écriture levantine, ou ibérique, qui concerne une zone géographique allant du Sud de la France jusqu'au Levant espagnol.

## L'économie
L'économie des Ibères a la particularité par rapport à celle d'autres peuples "barbares" de se développer sur plusieurs plans. Ainsi, s'il est probable qu'une grande partie des populations ibères ait exercé des activités pastorales, agricoles ou artisanales, il ne faut en rien occulter l'importance du commerce avec les autres peuples, principalement dans les régions proches des comptoirs grecs ou phéniciens et dans la partie occidentale de la péninsule ibérique, avec les Gaulois.
L'étude des habitats a permis aux archéologues de mettre en évidence différents indices concernant les activités et travaux quotidiens des Ibères. Les maisons ibères sont de plan assez simple, avec généralement une pièce centrale d'une surface peu importante (entre 20 et 25 m2), et des petites pièces contiguës auxquelles l'accès se fait depuis l'extérieur ou la pièce centrale. La pièce la plus importante en dimensions semble être allouée aux activités quotidiennes et aux travaux d'artisanat, et la ou les petites salles l'entourant servent de remises. La structure même de ces maisons, aujourd'hui bien connue grâce aux recherches qui ont été faites dans les plus petits villages comme dans les oppida les plus grands, met en évidence un artisanat domestique où la fabrication d'objets et leur vente devait se faire sur le lieu de vie. Parfois on retrouve des maisons de plans plus complexes, dans lesquelles semble-t-il, il y avait une étable, ou encore un stock de gros objets, comme des chars.
L'agriculture et l'élevage semblent avoir été la base de l'économie ibère. L'étude des vestiges archéologiques d'outils et les résultats des recherches archéozoologiques, a permis de mettre en évidence les différentes pratiques ibères. L'agriculture extensive était de mise, avec parfois des systèmes de jachère, permettant au sol de se reposer. Des bovins étaient utilisés comme bêtes de somme et de trait, et semblent tenir une place importante dans le monde agricole, à en juger par la découverte de petits ex-voto de bronze les représentant. Le type d'agriculture mis en place, pour lequel on ne connaît aucun système d'irrigation, demandait de nombreux outils manuels que l'on retrouve principalement dans les maisons. Ainsi la théorie précédemment avancée de petites structures agricoles presque domestiques se trouve confortée par les découvertes archéologiques. Des études carpologiques et palynologiques ont prouvé que les Ibères pratiquaient une agriculture de type méditerranéen comprenant la culture de l'olivier, de certaines céréales, et de la vigne. Pour l'alimentation quotidienne des Ibères, des cultures de fruits et de légumineuses étaient pratiquées sur ces mêmes terres, permettant d'en régénérer la teneur en nutriments.
Le commerce des Ibères semble avoir été essentiellement tourné vers l'importation de produits grecs ou phéniciens. On connaît peu de choses de l'exportation de produits ibères vers la méditerranée, si ce n'est par les découvertes d'amphores produites dans la péninsule ibérique, retrouvées en Italie. Ces amphores sont sans doute une preuve de l'importance que pouvait avoir l'agriculture ibère dans le bassin méditerranéen occidental. Les comptoirs grecs et phéniciens, fondés autour des VIIe – VIe siècles av. J.-C. semblent avoir favorisé un rôle de redistribution commerciale ibère vers l'intérieur des terres. Ainsi on peut supposer que des routes commerciales reliaient les différents centres urbains entre eux, y compris au-delà des "frontières" des peuples. Même si cette supposition est confortée par les découvertes relativement courantes de roues de véhicules de transport dans les villages, rares sont les voies commerciales clairement identifiées. Ce commerce est toutefois illustré par les découvertes d'amphores et d'autres céramiques à figures noire et à figures rouges, provenant certainement d'Attique.
La monnaie était connue depuis le IIIe siècle av. J.-C., avec l'utilisation de devises étrangères. Puis vers la fin du IIIe siècle av. J.-C., certains centres commencent à produire une monnaie locale, qui ne se diffusera presque pas. Ce n'est qu'à partir de la conquête romaine qu'une monnaie ibère sera produite et utilisée à plus grande échelle, proportionnellement au niveau de romanisation des populations.

## Les apports des autres cultures à la culture ibère
Il semble au regard des découvertes les plus récentes que les Ibères aient pratiqué un certain conservatisme à l'égard des autres populations, lointaines comme les Grecs et les Phéniciens, ou proches comme les Celtes. Toutefois les Ibères ont su profiter des opportunités des contacts, de plus en plus répétés durant leur histoire, et s'approprier les apports étrangers.
De grandes évolutions techniques sont à signaler à partir de l'arrivée des étrangers en terres ibères. Le commerce au long cours se développe avec l'arrivée des Phéniciens au début du Ier millénaire av. J.-C. L'écriture sera peu à peu adoptée dans les grands centres et connaîtra une diffusion jusque dans le Sud de la Gaule. L'agriculture connaîtra dans le Nord une forte croissance de production à partir de l'arrivée des Grecs au début du VIe siècle av. J.-C., puis une réelle explosion après la conquête romaine aux IIIe et IIe siècles av. J.-C. Du point de vue de l'art, il semblerait également que la diffusion de productions étrangères, comme la céramique ou la statuaire orientale ou les vases à figures grecs ait favorisé le développement d'une iconographie figurative originale.

## Les relations avec les autres peuples

### Avec les peuples non ibériques de la péninsule
La présence de populations d'origine celtique semble être attestée dans la péninsule ibérique au moins durant la Deuxième guerre punique. La toponymie et l'onomastique ne permettent pas d'en discerner le territoire de manière certaine, mais plutôt d'en couvrir l'aire d'influence principale. Ceux que l'on nommera par simplicité les Celtibères, mélange curieux de deux cultures, ont probablement eu un développement territorial couvrant le centre et peut-être le Nord-Ouest de l'Espagne actuelle. Ils constituent probablement l'une des cultures les plus importantes de la région.
Par Celtibères, on entend parfois l'existence d'un peuple, parfois celle d'une langue, parfois encore d'une simplification des historiens antiques, ou actuels, pour qualifier quelque chose de méconnu.
Les Celtes qui ont, peut-être, peuplé le Nord de l'Espagne ont laissé des toponymes en -briga, ainsi qu'une langue connue à consonance celtique, mais écrite à l'aide de caractères issus de différents alphabets ibères. Certains noms de peuples, comme les Celtici et les Gallaeci indiquent également une présence ou une influence celtique importante.
Ainsi, les apports et les échanges culturels intéressant Ibères et Celtes se sont probablement produits durant l'Antiquité, entre les IVe et Ier siècles av. J.-C.. Ceux-ci ne se sont pas nécessairement nourris que de conquêtes ou de peuplements massifs, mais également du développement de sphères d'influences régionales, indiquant peut-être la puissance et le rayonnement de certaines cultures vis-à-vis d'autres. Il est cependant encore très difficile aujourd'hui de connaître les influences factuelles ayant pu exister entre les populations de l'intérieur, celtibères, et celles du littoral, ibères.

### Avec les Phéniciens
Les Phéniciens sont un peuple provenant du Levant méditerranéen. Ils furent d'habiles navigateurs et pratiquèrent un commerce florissant en Méditerranée orientale dès le IIIe millénaire av. J.-C. et occidentale à partir de la toute fin du IIe millénaire av. J.-C. (découverte de l'épave d'Uluburun, près du cap de Kaş, en Turquie).
L'arrivée des Phéniciens en Ibérie marque, selon L. Siret, chercheur hispanisant du XXe siècle le début de l'Énéolithique ibérique, période caractérisée par le développement des technologies du métal, notamment du cuivre. On observe ainsi que des objets orientaux, sans doute phéniciens, apparaissent autour du XIVe siècle av. J.-C. en méditerranée occidentale et plus précisément dans le Sud de l'Ibérie. L'installation phénicienne n'est pas attestée toutefois et il est possible que les contacts aient fluctué. Ceci ouvrira néanmoins la voie à des échanges plus importants durant la première moitié du Ier millénaire av. J.-C. On constate l'apparition sur les stèles funéraires au VIIIe siècle av. J.-C. d'objets funéraires orientalisants dans les sépultures indigènes, exprimant un goût pour l'exotisme de la part des élites. On retrouve des peignes, fibules, miroirs, boucliers ou encore des chars... Ceci dut imprimer d'importants bouleversements dans les sociétés indigènes locales, notamment dans les pratiques du pouvoir, mais également dans l'artisanat. Des changements dans les croyances ont peut-être eu lieu, si l'on en croit la récupération de certains traits iconographiques phéniciens par les indigènes. En effet, on peut citer la présence d'éléments symboliques appartenant au dieu Ba Hathor sur des objets de toilette ; éléments ainsi repris dans leur contexte d'origine. Il semblerait que les objets orientalisants retrouvés dans les régions du Midi ibérique au VIIIe siècle av. J.-C. soient le fait d'ateliers ibères, initiés aux techniques et technologies phéniciennes. La diffusion de ces objets, limitée à l'Estrémadure, donne à penser qu'un royaume local ayant pour centre Medellín ou Cancho Roano a pu largement communiquer avec les commerçants extérieurs.
Les Phéniciens ont étendu leur sphère commerciale en Occident, sans doute en quête d'argent, d'or, et d'autres gisements. L'affaiblissement continu de leur influence en Méditerranée, s'opérant durant la première moitié du Ier millénaire av. J.-C. a fini par contracter leur empire commercial autour de contrées moins éloignées du Levant. D'autres peuples, comme les Carthaginois, eux-mêmes issus d'une colonie phénicienne, reprendront au cours du Ier millénaire av. J.-C. ces échanges avec la Péninsule ibérique.

### Avec les Grecs
Les premiers Grecs visitent vraisemblablement les côtes du Languedoc à une époque précoce, vers le début du VIIe siècle av. J.-C. C'est sans doute à cette occasion que sont diffusées les premières exportations grecques, dont on retrouve les emballages de céramique. Pour des raisons méconnues, parfois reliées à la présence dans cette zone de la Méditerranée de navigateurs et commerçants étrusques, les Grecs ne s'installent pas à ce moment-là en Gaule. Il faudra attendre 600 av. J.-C. pour que les colons phocéens fondent Massalia, sur le site de l'actuelle Marseille. Cette fondation coloniale peut être associée aux troubles qui secouent la Ionie entre le VIIe siècle av. J.-C. et le Ve siècle av. J.-C., qui auront tendance à priver Athènes de son grenier le plus important : l'Asie. En effet, la cité attique entretient à cette époque des relations houleuses avec les autres cités continentales, notamment de Béotie, de Thessalie et du Péloponnèse, dont l'agriculture faisait la richesse. Seule l'île d'Eubée semble avoir conservé son rôle de pourvoyeur de ressources à destination d'Athènes, mais justement de manière moins conséquente durant le VIIe siècle av. J.-C.. Il est donc possible que la colonisation grecque d'occident soit à relier à ces divers événements que sont les troubles internes, la pauvreté agricole d'Athènes et la volonté des Phocéens de conserver un rôle commercial important dans le monde grec.
Massalia est fondée sur un territoire apparemment vierge, qui selon les textes anciens a été négocié avec une population locale : les Ségobriges. Il ne faudra que quelques années aux Massaliotes pour fonder Emporion, dans le Nord de l'actuelle Catalogne. Si Massalia a pu avoir une certaine importance au niveau régional et concerner de manière indirecte les Ibères, Emporion se situe directement sur des territoires ibériques. Par ailleurs, contrairement à Massalia, Emporion a une extension qui la rapproche d'installations indigènes antérieures ou contemporaines. La colonie grecque d'Ibérie, fondée dans les premières décennies du VIe siècle av. J.-C., n'est au départ qu'une très petite installation située sur une île de superficie réduite, à l'embouchure du Fluvià : la Palaiapolis. Ce n'est que plus tard que la ville connaitra une extension sur le continent, que les historiens modernes appelleront faute de connaissances Neapolis, en opposition à la Palaiapolis, nommée ainsi par les Grecs eux-mêmes[réf. nécessaire].
Les Grecs ne semblent pas, à travers ces deux installations principales que sont Massalia et Emporion et d'autres plus petites, avoir eu une grande influence chez les populations Ibères. Compte tenu de l'ancienneté de leur présence, on pourrait même avancer que les indigènes ont fait preuve d'un certain hermétisme aux apports extérieurs. Toutefois ce postulat dépend des connaissances des sociétés ibères antérieures ou contemporaines à l'arrivée des colons, qui sont minimes. L'architecture dite militaire constitue un bon exemple des limites de ces influences. En effet, il est aujourd'hui avéré que la construction d'édifices fortifiés sur des sites de hauteur procède d'une dynamique plus ancienne que la colonisation grecque, au Sud de la péninsule comme au Nord. Les enceintes des villages sont, comme on le constate de plus en plus souvent pour les villes de l'Antiquité, peu fonctionnelles du point de vue militaire, et ne correspondent pas aux usages de la poliorcétique grecque. Ceci peut tout autant indiquer que les indigènes n'utilisaient pas les techniques des colons par ignorance ou volontairement, que le fait que leurs pratiques guerrières avaient peu à voir avec celles des Grecs. Les techniques de construction des murs ibères, qui sont pour les sites les plus importants faits de briques d'adobe assises sur des fondations de moellons ou de pierres non dégrossies sont clairement locales. Les matériaux employés et la diffusion de ces techniques sont reconnues à des époques assez précoces pour une région globale comprise entre la vallée du Rhône et celle fort éloignée du Guadalquivir. Toutefois, des exemples de murailles à la grecque sont identifiés dans le monde ibérique. C'est le cas par exemple du Puig Sant Andreu d'Ullastret, site s'élevant sur une colline à quelques kilomètres au Sud d'Emporion. La muraille de cet « oppidum » semble se rapprocher par sa forme et sa structure de ce qui est connu pour l'installation grecque toute proche. En revanche apparaissent encore des différences de techniques ; le tracé tout en courbes de la muraille semble indiquer un refus des indigènes d'utiliser le chaînage d'angle, soit qu'il leur était inconnu, soit que personne ne le maîtrisât.

### Avec les Carthaginois

L'influence carthaginoise en Ibérie.

Les Ibères se sont largement associés avec les Carthaginois contre Rome, laissant passer le fameux Hannibal Barca et ses éléphants dans les Pyrénées.

### La conquête romaine

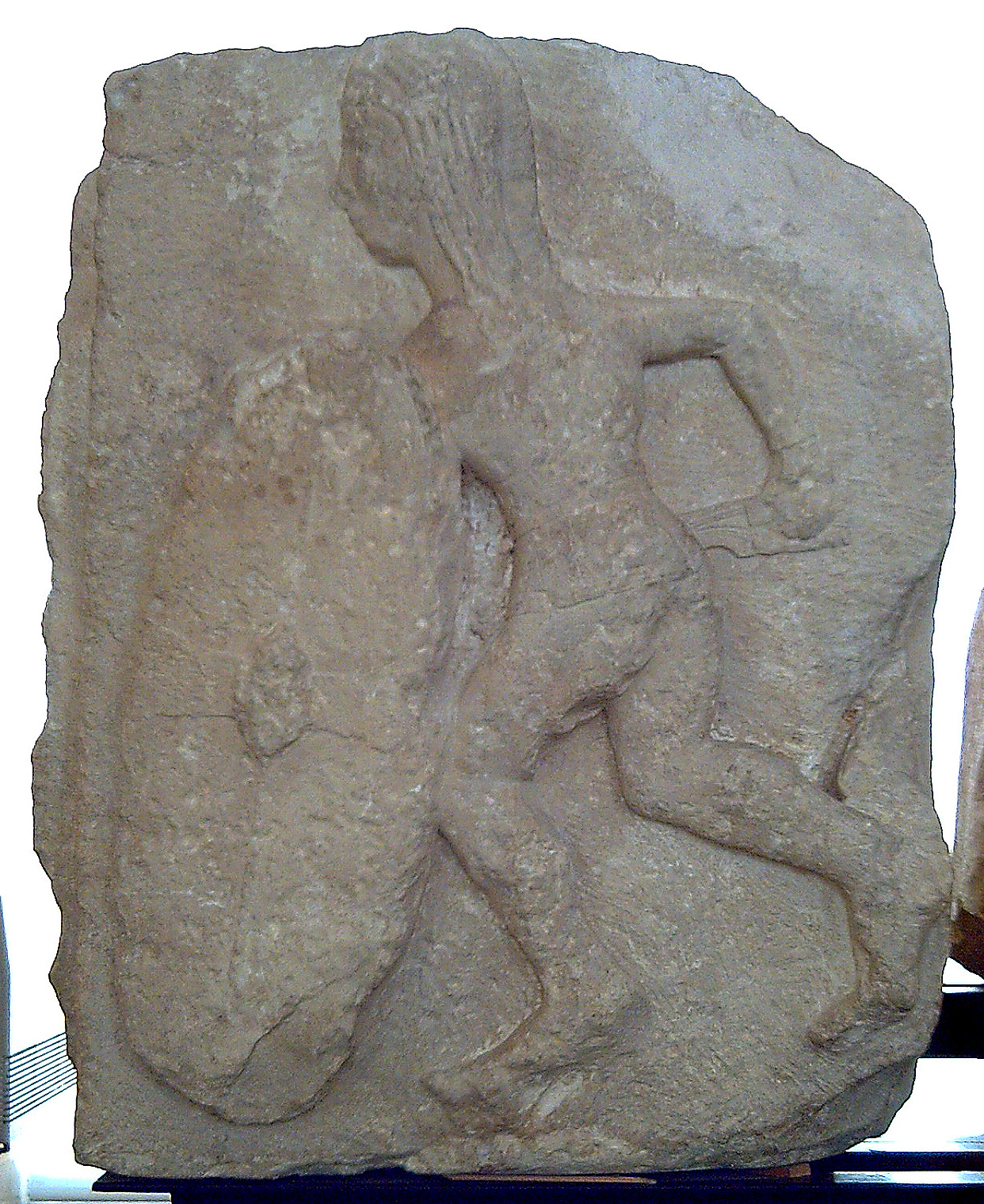
Relief d'un guerrier ibère.

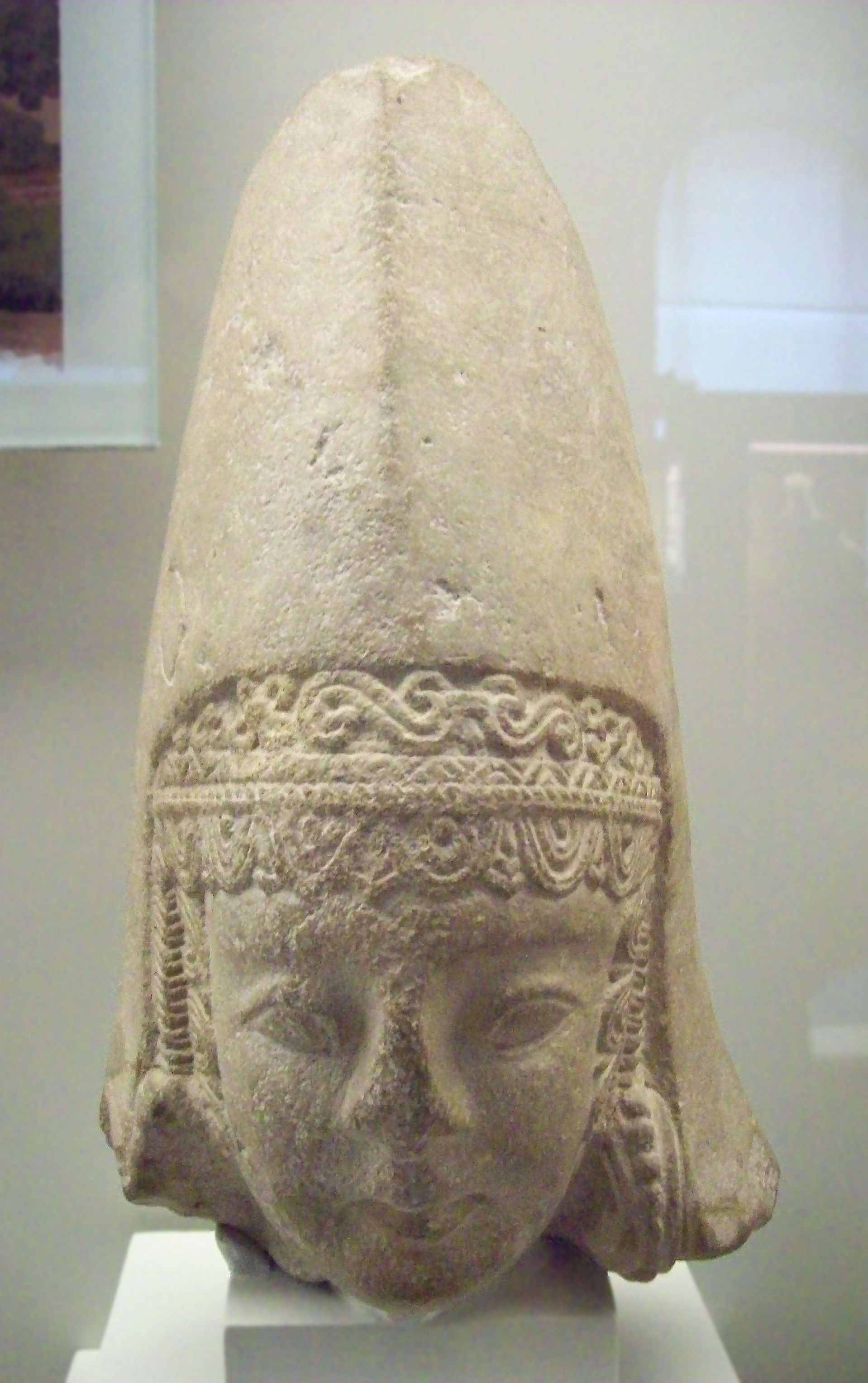
Tête d'une femme ibère.

## La religion
Elle est méconnue, mais chez les Sedetani (centrés à Saragosse) existe un monument où apparaît le nom d'une divinité, Neitin, associée à Mars. Sur certains vases, nous voyons un personnage avec une charrue identifié au dieu Georgos qui a dominé le panthéon ibérique. Ce serait un dieu céleste de la fécondation. Parfois, il est représenté avec des attributs de guerrier. Diverses terres cuites ont également été découvertes faisant allusion à la déesse mère en relation avec Déméter.
En Tarraconaise (vaste province nord-hispanique, de l'Atlantique à la Méditerranée, une fois colonisée par les Romains) on sait que la divinité la plus répandue en Hispanie était Isis, suivie par Magna Mater, la grande mère. Les divinités phéniciennes et carthaginoises Melkart (à la fois déité du soleil et de la mer) et Tanit-Caelestis (une reine-mère possiblement liée à la lune) étaient aussi populaires. Le panthéon romain a vite absorbé les déités locales à travers des identifications (Melkart devint Hercule, par exemple, ayant été pris depuis longtemps par les Grecs pour une variante d'Héraclès). Ba‘al Hammon fut un dieu principal à Carthage et fut aussi important en Hispanie. Les dieux égyptiens Bès et Osiris avaient aussi des fidèles.
On note aussi la consonance des dieux égyptien Aker et basque Aker, sans certitude. Les deux divinités sont cependant chtoniennes, et commandent à des phénomènes célestes. Il y aurait eu voyage depuis l’Égypte jusque dans les Pyrénées, à travers Carthage et, donc, les Ibères.
Ces dernières années, des progrès importants ont été réalisés dans la connaissance et l'interprétation de nombreuses découvertes. Les sources fondamentales sont les matériaux archéologiques et les quelques écrits. Parmi les matériaux les plus pertinents figurent les ex-voto en bronze, en terre cuite et en pierre, la céramique et d'autres objets tels que les falcatas votives.

### Les animaux sacrés
On sait peu de choses sur le monde des dieux ibériques, le peu qui est connu l'est grâce aux écrits des historiens et philosophes antiques, et à quelques autres vestiges archéologiques. Ce que l'on sait, c'est que les animaux tels que les taureaux, les loups, les lynx ou les vautours faisaient partie de ce monde, soit en tant que dieux, symboles, liens avec le monde mortel et ses « esprits », ou avec le monde divin.
Le taureau représenterait la virilité et la force. Le lynx était lié au monde des morts. Les vautours transportaient les âmes des guerriers tués au combat dans le monde des dieux. On ne sait pas grand-chose d'autre, car peu d'informations ont survécu sur ces questions.
Le cheval est un symbole d'héroïsation et d'immortalité, il sert à transporter le défunt dans l'au-delà.

### Les sépultures
Il y a environ 9 500 ans, les dernières communautés de chasseurs-cueilleurs qui ont occupé la péninsule ibérique ont commencé à enterrer systématiquement dans les cimetières, une habitude liée à la sédentarisation progressive de ces sociétés et à un changement significatif dans la relation de leurs territoires avec les activités économiques. La plus ancienne nécropole de la péninsule ibérique se trouve à Oliva (Valence). Les restes ont entre 9 500 et 8 500 ans.
Quant au monde funéraire antique, c'est l'incinération qui domine, qui passe par certaines phases : une exposition à domicile, le transport vers le lieu de crémation, l'incinération et la collecte des restes à côté du trousseau. Pour les marquer il y a des stèles, de différents types : avec des représentations de cavaliers avec lance ou bouclier ; avec épigraphie de lettres ibériques ; et anépigraphique et sans iconographie.
La crémation ou incinération, était connue grâce aux Phéniciens ou aux peuples transpyrénéens qui ont introduit la culture des champs d'urnes.
Les cendres étaient conservées dans des urnes en forme de coupe en céramique avec un couvercle et sans décoration. D'autres étaient en forme de boîte avec des pattes à griffes, avec un couvercle et une décoration animale. Les urnes étaient introduites dans des fosses creusées dans le sol avec un trousseau funéraire. Les Ibères, pour marquer le lieu de la tombe, ont construit des tumulus de différentes dimensions, bien qu'il y ait eu des sépultures beaucoup plus élaborées pour les classes sociales supérieures, comme dans le cas de la chambre sépulcrale de Toya, Peal de Becerro (Jaén).
Des tumuli avec des récipients en céramique ont été retrouvés aux pieds du défunt, comme la Dame de Baza qui est assise sur une sorte de trône ailé, ou encore la Dame d'Elche qui garde et protège les restes et le matériel funéraire. Dans d'autres tumuli funéraires, les armes des défunts ont été déposées, puis ont été incinérées et placées dans un récipient en céramique orné. Lors de certaines funérailles, les gens se battaient pour leur propre tombe jusqu'à la mort, comme à l'enterrement de Viriato.

### Les sanctuaires
Comme les Celtes, les Ibères construisaient essentiellement en bois, en chaume et en chaux, ce qui rend difficile la reconstitution de leurs sanctuaires.
Des lieux de culte ont été identifiés comme des sanctuaires urbains, certains des plus importants situés dans la Contestania et la zone d'influence du sanctuaire de Serreta (Alcoy), célèbre pour sa terre cuite, le sanctuaire de Cerro de los Santos (Albacete), le temple urbain de La Alcudia (Elche), les temples de La Isleta (Campello), le sanctuaire de la lumière (Verdolay, Murcie), le sanctuaire d'El Cigarralejo (Mula, Murcie), le sanctuaire de Coimbra de Barranco Ancho (Jumilla, Murcie) et le sanctuaire de La Encarnación (Caravaca, Murcie). Des espaces sacrés ont également été identifiés comme le sanctuaire domestique d'El Oral (S. Fulgencio, Alicante), ou celui de Bastida de les Alcuses (Mogente, Valence) et des dépôts votifs comme celui trouvé à El Amarejo (Bonete, Albacete), ou le possible sanctuaire de Meca (Ayora, Valence). Dans les zones rurales, se distingue le sanctuaire d'El Pajarillo (Huelma, Jaén), situé dans un point de transit stratégique et qui présente une architecture théâtrale avec une narration mythologique complexe pour la renommée d'un prince ibérique, protagoniste de l'ensemble sculptural. Toujours dans les zones rurales, en 2004, un sanctuaire ibérique a été découvert à Cerro del Sastre (Montemayor, Córdoba) qui peut être considéré comme unique en Espagne, car il conserve une grande partie de son mur d'enceinte (plus de deux mètres de haut) ainsi que les escaliers d'accès au complexe [citation requise].
Une autre caractéristique est l'utilisation de grottes ou cavités comme sanctuaires, dans lesquels de petites statuettes, appelées offrandes votives, ont été déposées pour une divinité. Ces personnages sont à la fois des prêtresses et des guerriers, à pied ou à cheval, d'autres sacrifient un animal avec un couteau, ou manifestent leur respect les mains levées ou les bras ouverts.

## Les lieux de peuplement

### Villes
- Cités celtes de la péninsule ibérique (ca)
- Cités celtibères (en)
- Romanisation de l'Hispanie
- Liste des noms latins des villes de la péninsule Ibérique

### Peuples
- Liste des peuples celtes de la péninsule Ibérique
- Langues paléo-hispaniques

## Sites archéologiques
- Cerro de las Cabezas
- Village ibérique de Ca n'Oliver
- Puig Castellar
- Sant Sebastià de la Guarda
- Ullastret
- Forteresse d'Els Vilars

#### Ouvrages
- (es) J. L. Escacena, El poblamiento ibérico en el Bajo Guadalquivir, Jaén, 1987.
- (es) M. Beltran, Los iberos en Aragón, Saragosse, 1996
- Carmen Aranegui Gascó (dir.), Jean-Pierre Mohen, Pierre Rouillard et Christiane Éluère, Les Ibères, catalogue d'exposition du Grand Palais, Paris, AFAA, 1997, 375 p. (ISBN 2-7118-3579-0). .
- (es) Carmen Aranegui Gascó, Los iberos ayer y hoy : arqueologías y culturas, Madrid, Marcial Pons Historia, 2012, 377 p. (ISBN 978-84-92820-72-6, lire en ligne).
- (es) M. Molinos, El santuario heroico de « El Pajarillo » (Huelma, Jaén), Jaen, Université de Jaen, 1998 (ISBN 84-89869-36-7)
- José Luis Maya Gonzales (trad. Anne-Marie Lapillonne) (trad. de l'espagnol), Celtes et Ibères dans la péninsule ibérique, France, Édisud, coll. « Encyclopédie de la Méditerranée », 2000, 134 p. (ISBN 2-7449-0187-3)
- (es) Luis Berrocal-Rangel et Philippe Gardes (dir.), Entre Celtas e Íberos, Las poblaciones protohistóricas de las galias e Hispania, Bibliotheca Archaeologica Hispana 8, Real Academia de la Historia, Madrid, Casa de Velásquez, 2001, 248 p. (ISBN 84-89512-82-5)
- Pierre Jacob, Les villes de la façade méditerranéenne de la Péninsule Ibérique du IVe siècle avant J.-C. au Ier siècle après J.-C. Processus d'urbanisation et structures urbaines, thèse d'État, université des sciences humaines de Strasbourg, Lille, Diffusion ANRT, coll. « Thèses à la carte », 2004 (ISBN 2-7295-2665-X)
- (es) T. Moneo, Religio iberica: santuarios, ritos y divinidades (siglos VII-I a.C.), Madrid, Real Academia de la Historia, 2003.
- (es) J. Pellón, Íberos de la A a la Z. La vida en Iberia durante el primer milenio antes de Cristo, Madrid, Espasa, 2006
- (es) Jésus Tirado Bermajo, Breve historia de los íberos, Ediciones Nowtilus S.L., 2007, 352 p. (ISBN 978-84-9763-353-6 et 84-9763-353-9)

#### Articles
- J. Huguet, « Sur les Touaregs », Bulletins et Mémoires de la Société d'anthropologie de Paris, Ve Série, t. 3,‎ 1902, p. 614-642
- Paul Atgier, « Les Touareg à Paris », Bulletins et Mémoires de la Société d'anthropologie de Paris, Ve Série, t. 10,‎ 1909, p. 222-243
- « Les princes du sud : IBÈRES, un peuple de l'ombre », Mystères de l'Archéologie,‎ 2000
- Dominique Garcia (dir.) et Florence Verdin (dir.), « Le territoire ibérique : structure du peuplement et organisation territoriale, quelques exemples », dans Territoires celtiques : Espaces ethniques et territoires des agglomérations protohistoriques d'Europe Occidentale, Paris, éditions Errance, 2002, 420 p. (ISBN 978-2-8777-2219-3)  Actes du XXIVe colloque international de l'AFEAF, Martigues, 1-4 juin 2000

#### Chapitre
- (it) Pascal Arnaud, « Iberi, Celti, Liguri », dans Alessandro Barbero, Storia d'Europa e del Mediterraneo : Il mondo antico : III L'ecumene romana : volume V. La Res publica e il Mediterraneo, Rome, Salerno ed., 2008 (ISBN 978-8-8840-2637-8), p. 327-368